# ロシア・ソビエト連邦社会主義共和国

ロシア・ソビエト連邦社会主義共和国
Российская Советская Федеративная Социалистическая Республика (ロシア語)

国の標語: Пролетарии всех стран, соединяйтесь!（ロシア語）
万国の労働者よ、団結せよ！国歌: Рабочая Марсельеза（ロシア語）
労働者のラ・マルセイエーズ（1917年 - 1918年）
Интернационал（ロシア語）
インターナショナル（1918年 - 1944年）Государственный гимн СССР（ロシア語）
初代ソビエト連邦国歌（1944年 - 1955年）
2代目 ソビエト連邦国歌（1955年 - 1977年）

3代目 ソビエト連邦国歌（1977年 - 1990年）
Патриоти́ческая пе́сня（ロシア語）
愛国歌（1990年 - 1991年）

1956年以降のロシア共和国

ロシア・ソビエト連邦社会主義共和国（ロシア・ソビエトれんぽうしゃかいしゅぎきょうわこく、ロシア語: Российская Советская Федеративная Социалистическая Республика, Rossiyskaya Sovetskaya Federativnaya Sotsialisticheskaya Respublika、略称：РСФСР）、略称でロシア共和国（ロシアきょうわこく）は、1917年から1991年まで存在していた、世界初の社会主義共和国である。
1922年のソビエト連邦建国以降は構成共和国の1つとなり、ソビエト連邦崩壊でロシア連邦として独立した。
また、複数の自治共和国・自治州・自治管区や、その他の地方区画から構成されていた連邦共和国でもある。
以下、「ロシア共和国」と表記する。

## 概要
1917年11月7日（旧暦10月25日）、ロシア社会民主労働党が分裂して形成された左派勢力ボリシェヴィキは、十月革命を引き起こしてロシア臨時政府を打倒。11月9日にソビエト社会主義ロシア共和国として成立した。
ロシア内戦を経て、1922年、ロシア共和国、ザカフカース社会主義連邦ソビエト共和国、ウクライナ社会主義ソビエト共和国、白ロシア・ソビエト社会主義共和国の4ヵ国によって、ソビエト社会主義共和国連邦（以下「ソ連」と表記）が成立した。
面積、人口共にソ連構成国では最大であった。
ソ連構成共和国の中で唯一独自の国歌を持たず、ソビエト連邦の国歌を使用していた。しかし1990年にソビエト国歌の採用を終了させ、愛国歌に国歌を変更した。

## 国名
正式名称は、Российская Советская Федеративная Социалистическая Республика である。略称は РСФСР。日本語では、ロシア・ソビエト連邦社会主義共和国と表記する。また、ロシア・ソビエト社会主義連邦共和国とも訳される。
ボリシェヴィキによって立ち上げられた国家であることから一部ではボリシェヴィキ・ロシアと称される場合がある。国名にある「ソビエト」（露: Совет）とは「評議会」という意味であり、そこからソビエト・ロシアとも。
英語での表記は、Russian Soviet Federative Socialist Republic であり、略称はRussian SFSR（ロシアSFSR）、またはRSFSR。
1917年の建国時の国名は、ロシア・ソビエト共和国 (ロシア語: Российская Советская Республика; Rossiyskaya Sovetskaya Respublika)であった。
1918年7月19日、ロシア共和国憲法の制定により、ロシア社会主義連邦ソビエト共和国（ロシア語: Росси́йская Социалисти́ческая Федерати́вная Сове́тская Респу́блика）へと改称。この国名は1936年まで使用された。

## 政治体制
間接代表制を拒否し、労働者の組織「ソビエト」（協議会、評議会）が、各職場の最下位単位から最高議決単位（最高ソビエト）まで組織されることで国家が構成されていた。
ただし、ソビエト制度が有効に機能した期間はほとんどないに等しく、ソビエトの最小単位から最高単位まで全てに浸透した私的組織（非・国家組織）であるソビエト連邦共産党（以下「ソ連共産党」）が全てのソビエトを支配した、一党独裁制の国家であった。党による国家の各単位把握およびその二重権力体制はしばしば「党-国家体制」と呼ばれている。
他のソ連構成共和国と異なり、長い間共和国単位の共産党組織を持たず、ソ連共産党が直接指導にあたる、いわばソ連の「本土・内地」とでも言うべき存在だった。ソ連末期の1990年6月に、ソビエト連邦共産党のロシア・ソビエト社会主義共和国支部という位置づけで、ロシア・ソビエト連邦社会主義共和国共産党（以下「ロシア共産党」）が設置された。
最高国家権力として成立当時は、全ロシア・ソビエト大会およびロシア中央執行委員会が設置されていた。その後、ソ連成立にともない、ソ連全体を統括する最高国家権力機関であるソ連ソビエト大会、およびソ連中央執行委員会へ移行。1936年制定のソ連憲法により、ソ連最高会議へ変更された。
1937年に制定されたロシアソビエト社会主義共和国憲法により、ロシア・ソビエト社会主義共和国内にも最高会議が設置されたものの、ソ連最高会議の決定した内容を追認する機関であった。また、ロシア最高会議幹部会議長（ロシア・ソビエト社会主義共和国国家元首）はソ連最高会議幹部会の副議長を兼任する慣例となっていた。
そのため、ソ連は連邦制を採るものの、実際は各構成国がソ連の国家権力に従う、中央集権体制であった。特にソ連共産党が直接指導していたロシア・ソビエト社会主義共和国は、ソ連内で長らく形骸化した存在であった。
その後、ソ連末期の1990年初頭になってからは、ボリス・エリツィンら急進改革派が台頭し、主権宣言を行うなど、ソ連内で急激に影響力を持つようになった。最終的にはソ連崩壊を招き、ロシア連邦の成立へ至ることになる。
| 立法機関               | 行政機関     | 最高統治機関（元首）     |
| ---------------------- | ------------ | ------------------------ |
| 全ロシア・ソビエト会議 | 人民委員会議 | 全ロシア中央執行委員会   |
| 最高会議               | 閣僚会議     | 最高会議幹部会           |
|                        |              | ロシア連邦人民代議員大会 |

style="size:small"

## 連邦構成主体
1922年以降は、連邦国家であるソ連の中に連邦国家のロシア・ソビエト社会主義共和国が含まれ、さらにその中に自治共和国等があるという、複雑な国家構成を採っていた。
1991年のソ連崩壊時点で、15の共和国、自治州、自治管区とその他の地方区画から構成されていた。

## 領土の遍歴
領土については、20世紀半ばまで何度か変化していた。
1924年10月27日、領内にあったトルキスタン自治ソビエト社会主義共和国がブハラ人民ソビエト共和国・ホラズム人民ソビエト共和国と合併し、ウズベク・ソビエト社会主義共和国、トルクメン・ソビエト社会主義共和国としてロシア・ソビエト社会主義共和国から独立。ソ連構成国となった。
1936年12月5日、領内にあったカザフ自治ソビエト社会主義共和国とキルギス自治ソビエト社会主義共和国が、それぞれカザフ・ソビエト社会主義共和国、キルギス・ソビエト社会主義共和国としてロシア・ソビエト社会主義共和国から独立。ソ連構成国となった。
1945年6月30日、クリミア自治ソビエト社会主義共和国はクリミア州へ変更され、1954年2月19日にウクライナ・ソビエト社会主義共和国へ委譲された。

### 他国からの編入
第二次世界大戦では、枢軸国などの他国へ侵攻して占領、戦後処理で自国の領土として編入している。
かつてロシア帝国領であったフィンランドに対して領土割譲を強要していたが拒否されたため、1939年から1940年にかけて、フィンランドへ侵略目的に起こした冬戦争に勝利。産業の要所であるカレリアなど、フィンランド領の約10%を割譲させた。
1940年3月31日、カレリア自治ソビエト社会主義共和国と、冬戦争時にソ連の政権として建国されたフィンランド民主共和国が合併し、カレロ＝フィン・ソビエト社会主義共和国（12番目のソ連構成共和国）として独立した。1941年から1944年にかけて、領土回復を目指すフィンランドと行われた継続戦争でもソ連は勝利。フィンランドからペツァモ州などの北極海に面する領土を割譲させて、ロシア・ソビエト社会主義共和国ムルマンスク州に編入した。1956年7月16日、カレロ＝フィン共和国はカレリア自治ソビエト社会主義共和国へ再び降格となり、ロシア・ソビエト社会主義共和国へ編入された。
1945年4月、独ソ戦のケーニヒスベルクの戦いにより、ドイツ領のケーニヒスベルクを占領。同地にケーニヒスベルク特別管区が設置され、その後ケーニヒスベルク州としてロシア・ソビエト社会主義共和国へ併合した。1946年4月6日に、ロシア・ソビエト社会主義共和国の政治家ミハイル・カリーニンにちなみ、カリーニングラード州へ改称。この州は、現在のロシア連邦を通じて、国内唯一の飛地となっており、かつては「ソビエトの不沈空母」と呼ばれたほどの軍事的に重要な拠点となっている。
また、第二次世界大戦末期の1945年8月9日、ソ連は日ソ中立条約を破棄 し、大日本帝国へ侵攻。南樺太と北方四島を含む千島列島を占領した。1946年2月2日、南樺太と千島列島は「南サハリン州の設置に関するソ連邦最高会議幹部会令」に基づき、ロシア・ソビエト社会主義共和国に編入された。
以降はソ連崩壊まで領土自体に増減の変化はなかった。

1922年 - 1924年のロシア・ソビエト社会主義共和国
1924年 - 1929年のロシア・ソビエト社会主義共和国
1929年 - 1936年のロシア・ソビエト社会主義共和国
1936年 - 1940年のロシア・ソビエト社会主義共和国
1940年 - 1944年のロシア・ソビエト社会主義共和国
1956年 - 1991年のロシア・ソビエト社会主義共和国

## 歴史

### ロシアにおけるソビエト共和国の成立まで
1917年3月、ペトログラードで民衆によるデモを発端とする二月革命によりニコライ2世は退位し、ロシア帝国は崩壊し、ロシア臨時政府が成立した。その後、ロシアは共和政に移行するものの、第一次世界大戦の継続を主張する臨時政府と、即時講和を主張するソビエトとの二重権力構造となった。
1917年11月7日にアレクサンドル・ケレンスキーが率いる臨時政府は、十月革命によって打倒され、ウラジーミル・レーニン率いるボリシェヴィキ主導のソビエトが権力を掌握した。この革命は、ロシア革命のうち2度目の革命である。これが、ロシアにおけるソビエト共和国の起源である。ソビエト政府が統治した国家には公式な名称が存在せず、近隣諸国から承認を得るにはさらに5か月を要した。十月革命の初期段階において行われたペトログラードへの襲撃は、ほとんど人的被害を伴わずに実施された。その後、レーニンは全ロシア・ソビエト会議を開催し、臨時政府打倒とソビエト政権樹立を宣言するとともに、第一次世界大戦の交戦国に対し、無併合・無賠償・民族自決の原則に基づき即時講和を求める「平和に関する布告」と土地を国有化し社会主義化を進める「土地に関する布告」を採択した。そして憲法制定のため、選挙を実施するも、ボリシェヴィキは社会革命党に敗れた。
1918年1月18日、新たに選出された全ロシア憲法制定議会は、「ロシア民主連邦共和国」という国名のもとで民主的な連邦共和国とすることを宣言する布告を発した。しかし、ボリシェヴィキは翌日にこの議会を解散し、同議会の布告を無効と宣言した。一方で、ボリシェヴィキは、ソビエトおよび全ロシア中央執行委員会において、野党が議会における得票数に応じて空席を割り当てていた。同時に、左派社会革命党の著名な党員の一部がレーニン政権において様々な分野の人民委員に就任した。この分野には、農業（コレガエフ）、財産（カレリン）、司法（スタインベルク）、郵便・電信（プロシアン）、地方行政（トルトフスキー）が含まれる。また、レーニン政権は普遍的教育、保健医療、女性の平等権といった進歩的な施策を導入した。
1918年1月25日、第3回全ロシア・ソビエト会議において、ロシア社会主義連邦ソビエト共和国（RSFSR）の設立が宣言された。3月3日には、中央同盟国との間にブレスト＝リトフスク条約が締結され、第一次世界大戦から離脱するのと引き換えに、旧ロシア帝国の最西端の領土の多くがドイツ帝国に割譲され、さらには白軍など反革命勢力との内戦が本格化した。7月には、第5回全ロシア・ソビエト会議によってロシア・ソビエト連邦社会主義共和国憲法が採択された。1918年には、ロシア内戦の最中に、旧ロシア帝国領のいくつかの地域が分離独立し、領土はさらに縮小したが、そのうちの一部はボリシェヴィキによって再征服された。

### ソ連結成
1922年までに、ボリシェヴィキの赤軍はロシア内戦に勝利し、革命後に失われた旧ロシア帝国領の多くに進出し、各地でソビエト政権を樹立することに成功した。ロシア共産党（ボリシェヴィキ）の書記長ヨシフ・スターリンは、それらの新しいソビエト国家をロシア共和国に吸収することを提案したが、レーニンはロシア共和国は他のソビエト共和国と同列に新たな連邦国家を形成すべきであると主張した。
その結果、同年12月30日、第1回ソビエト連邦ソビエト大会において、ソビエト連邦創設条約が承認され、これによりロシア、ウクライナ、白ロシア、ザカフカースの4ヶ国が連合し、単一の連邦国家であるソビエト社会主義共和国連邦（ソ連）が形成された。これにより、ロシアはその構成国のひとつとなった。この条約は1924年ソビエト連邦憲法に盛り込まれ、1924年1月31日に第2回ソビエト連邦ソビエト大会によって採択された。

### ロシア飢饉
ポヴォルジエ飢饉としても知られるロシア飢饉では、推定で500万人が死亡し、主にヴォルガ川およびウラル川流域が影響を受けた。内戦による経済への影響は壊滅的であった。ロシアでは戒厳令による利得行為の取り締まりにもかかわらず、闇市場が出現した。ルーブルは暴落し、物々交換が貨幣に代わって交換手段として広く使われるようになった。1921年までに、重工業の生産は1913年比で20％にまで落ち込んだ。賃金の90％は貨幣ではなく物品で支払われていた。機関車の70％は修理が必要な状態であり、食糧の徴発、7年に及ぶ戦争の影響、そして深刻な干ばつが重なって、300万〜1000万人が死亡する飢饉を引き起こした。石炭の生産量は1913年の2750万トンから1920年には700万トンに減少し、工場生産の総額も100億ルーブルから10億ルーブルにまで落ち込んだ。著名な歴史家デヴィッド・クリスチャンによると、穀物の収穫量も1913年の8010万トンから1920年には4650万トンに減少した。

### ゴエルロ計画
ソ連政府の初期の野心的な経済計画のひとつに、ロシア語で「国家電化委員会」（Государственная комиссия по электрификации России）の略語「ゴエルロ」がある。これは国全体の電化を実現することを目的としていた。ソ連のプロパガンダでは、この計画は1931年までに基本的に達成されたとされた。帝政ロシア時代の1913年における国全体の年間電力生産量は19億kWhであったが、レーニンが掲げた目標である88億kWhは1931年に達成された。電力生産量はその後も大幅に増加し、1932年の第一次五カ年計画の終了時には135億kWh、1937年には360億kWh、1940年には480億kWhに達した。
1925年憲法第1章第3項には、以下のように記されていた。
第10回全ロシア・ソビエト会議においてソビエト社会主義共和国連邦の設立を決定したロシア社会主義連邦ソビエト共和国の人民の意思により、ソビエト社会主義共和国連邦の一部であるロシア社会主義連邦ソビエト共和国は、ソビエト社会主義共和国連邦憲法第1条に基づいてソビエト社会主義共和国連邦の政府機関の責任範囲に含まれる権限を連邦に委譲する。

### 五か年計画と大粛清
1924年にレーニンが亡くなるとヨシフ・スターリンがソ連の指導者となった。ソ連構成国では農業大国だったロシア共和国だが、アメリカなどの工業大国に対抗すべく5か年計画を行われ、ロシア・ソビエト社会主義共和国の土地は一気に工業重視の土地となった。
1930年代に入ると、スターリンによる大粛清が始まり、ソ連内で反革命分子などと冤罪判決をされた受刑者は、ロシア共和国の奥シベリアの収容所に送られる流刑地と化した。ロシア共和国内でも多数の犠牲者を生み出したうえに、ソ連軍の弱体化を招いた。

### 第二次世界大戦
歴代のソビエト政権にとって、革命発祥の地であり、ロシア・ソビエト社会主義共和国第二の大都市であるレニングラードと近すぎるフィンランド国境は、重要な安全保障上の課題であった。1930年代後半になり、ナチス・ドイツの膨張政策が明らかになるにつれて、この問題はスターリンにとって無視できるものではなくなり、フィンランドと国境線の交渉が行われたが決裂。
そのため、1939年11月にソ連は自らマイニラ砲撃事件を起こし、フィンランドに冬戦争を仕掛けた。明らかな侵略行為に対して国際社会から非難を浴びたソ連は、同年12月14日に国際連盟から追放された。フィンランド軍の予想外の抵抗によりソ連軍は苦戦したが、フィンランド第二の都市であるヴィープリを含む国土の10%、工業生産の20%が集中する地域をフィンランドより譲り受けるという講和条約を結び、3月13日に停戦は成立した。しかし、先のスターリンの大粛清によりソ連軍が弱体化している実態が諸外国に知れ渡ることになった。
1941年6月22日、ナチス・ドイツがソ連奇襲作戦（バルバロッサ作戦）を実施したことで独ソ戦に突入。また、フィンランド領から飛来したドイツ軍機の攻撃の報復として、ソ連軍機がフィンランド領を爆撃したことにより、同年6月25日には、枢軸国となったフィンランドの宣戦布告により継続戦争も勃発した。ソ連ではこの二つの戦争をひとくくりにして「大祖国戦争」と呼んでいる。
ドイツ軍によって西ロシアの一部が占領されたうえに首都モスクワ一歩手前にまで追い込まれた（モスクワの戦い）。丁度冬が来てドイツ軍が冬将軍に襲われた。おまけにドイツ軍は短期決戦を想定していたため冬季装備を用意しておらず、ロシアの冬の寒さに耐えれず餓死してしまうドイツ兵やソ連に降伏するドイツ兵が多くいたため、ソ連側が戦略的に勝利した。
1941年9月8日から1944年1月27日にかけては、第二の大都市であるレーニングラードがドイツ軍に包囲されるレニングラード包囲戦が行われた。ソ連・ドイツ双方に多数の犠牲者を出す苛烈な戦闘となったが、ソ連軍が勝利。これにより、ドイツ軍は防戦を強いられることになった。
また、フィンランドとの継続戦争についてもソ連軍が反攻に転じ、1944年9月19日にモスクワ休戦協定に調印して終戦となった。
そのためソ連は、ドイツに大規模な攻勢に打って出ることになり、1945年5月にドイツの首都ベルリンを占領したことで独ソ戦は終結をしたが、ドイツ軍の攻撃からの復興の時間はかなりかかった。
同年8月には、ヤルタ会談の極東密約に基づき、ソ連は大日本帝国および満州国への侵攻。8月15日に日本がポツダム宣言を受諾したが、ソ連側は9月5日まで一方的に戦闘を継続し、北方領土を占領した。その後はロシア・ソビエト社会主義共和国へ編入している。

### ボリス・エリツィンの台頭

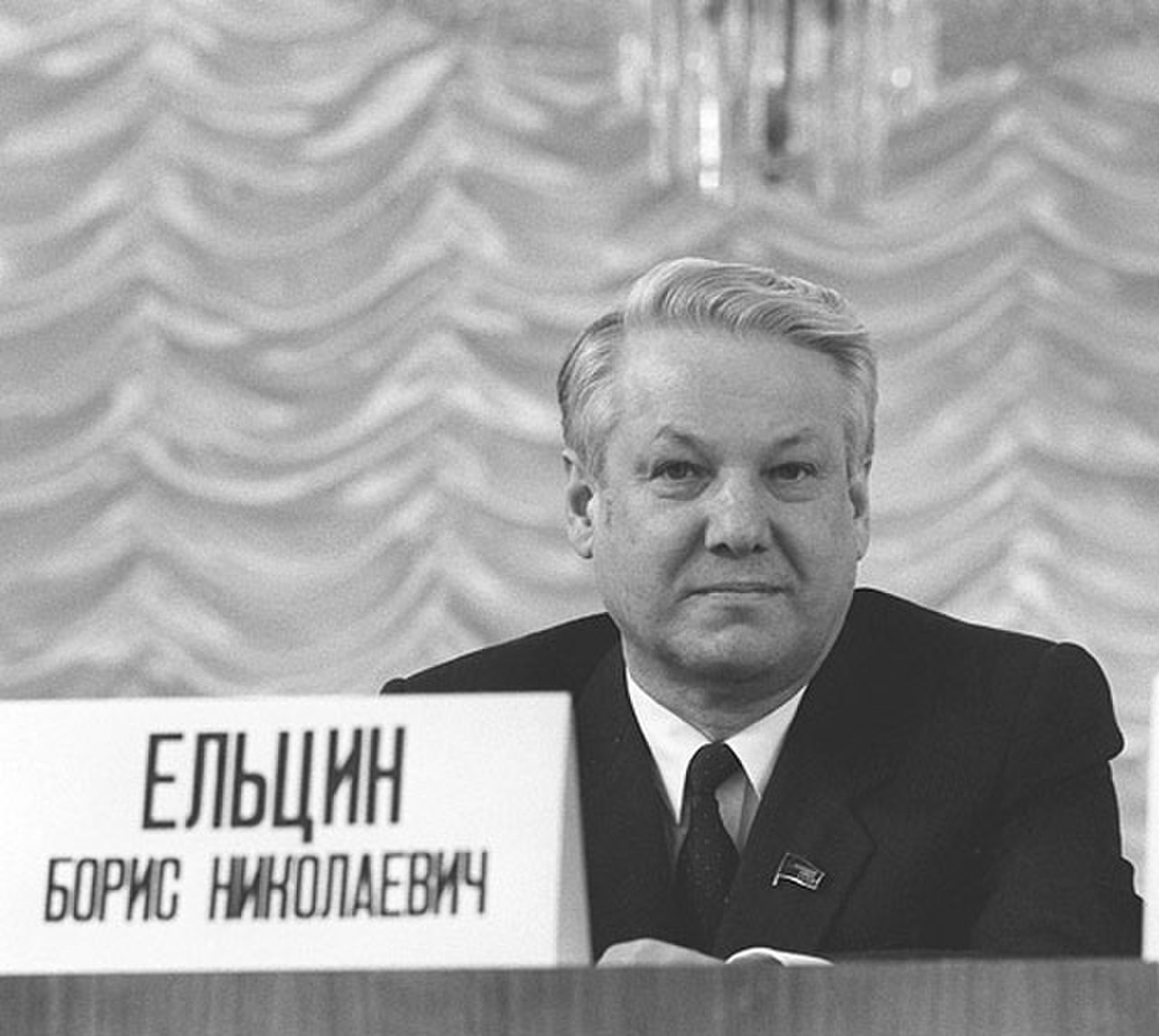
ソ連邦人民代議員大会・モスクワ市選挙区の候補者に選ばれたエリツィン（1989年2月21日）

ミハイル・ゴルバチョフは、1985年にソ連共産党書記長に就任して以降、一党独裁体制下で腐敗した政治体制を一新すべく、ペレストロイカやグラスノスチなどの改革運動を進めた。その一環として、1988年にはそれまでのソ連最高会議に代わり人民代議員大会の創設が決定された。
1989年3月26日に第1回人民代議員大会選挙が実施され、ソ連共産党内で失脚していたボリス・エリツィンら急進改革派が多数当選した。
1990年3月、エリツィンはロシア人民代議員大会選挙に全投票総数の90%の票を獲得し、当選。同年5月に、エリツィンはロシア共和国の最高会議議長に就任する。6月12日には、第1回ロシア人民代議員大会で国家主権宣言が採択された。7月13日、エリツィンは共産党からの離党を宣言する。
1991年6月12日に行われた大統領選挙で、エリツィンは無所属で当選し、ロシア・ソビエト連邦社会主義共和国共和国大統領に就任した。エリツィンは、ソビエト連邦共産党への批判を繰り広げることで国民からの支持を獲得した。
また、1990年にソ連大統領となったゴルバチョフは、ソ連の各構成国の主権を強化し、バルト三国の独立宣言などにより崩壊が進みつつあったソ連を繋ぎ止めようと考えていた。各構成国と調整したうえで、国名を「ソビエト社会主義共和国連邦」から「ソビエト主権共和国連邦（Союз Советских Суверенных Республик）」に改め、1922年のソ連邦結成条約などで定められた規定が死文化した連邦（Федеративная）から、ソ連邦結成条約などで定められた規定の実質的な効力発生または同様の規定を整備した連合（Союз）、緩やかな国家連合へ移行する新連邦条約の調印を1991年8月20日に予定していた。

### 8月クーデターからソ連崩壊まで

1991年8月22日から1991年12月25日までのロシア共和国国旗

1991年8月19日、翌20日に調印予定だった新連邦条約に反発するゲンナジー・ヤナーエフ連邦副大統領ら守旧派の政府高官8人はクーデターを起こし、ゴルバチョフは健康上の問題のため、副大統領らが政権を引き継ぐと発表。しかし、エリツィンらはクーデター反対を呼びかけ、改革派や市民の抵抗に遭って失敗。クーデターの首謀者はゴルバチョフの側近達であったため、ソ連の権威が失墜。ロシア・ソビエト社会主義共和国がソ連より優位に立つことを決定する出来事となった。
ロシア・ソビエト社会主義共和国はソ連から一層離反した独自路線に走ることになった。まず8月22日に、ロシア・ソビエト社会主義共和国最高会議は「水平方向に白、瑠璃色、緋色の帯を等幅に配した布」をロシア・ソビエト社会主義共和国の新たな国旗とする、と決定した。同年12月1日、ロシア・ソビエト社会主義共和国憲法にも国旗の変更が反映された (ru, ru)。
また、エリツィンはソ連共産党の活動停止を命じ、ソ連国有財産をロシア共和国の所有へと移転した。
8月24日、ゴルバチョフはソ連共産党書記長を辞任し、同時に共産党中央委員会の解散を勧告、8月28日、ソ連最高会議はソ連共産党の活動を全面的に禁止する決議を採択し、ソ連共産党は事実上の解体に追い込まれた。
8月25日にエリツィンはロシア共産党の活動の一時停止を定めた法令を出し、また同党の資産を没収した。さらにエリツィンは11月6日、同党の活動を全面的に禁止し、ロシア共産党は崩壊に追い込まれた。
11月14日、8月20日に調印を予定されていた新連邦条約の交渉が改めて行われ、ロシア・ソビエト社会主義共和国とベラルーシ共和国、そして中央アジアの5つの共和国の元首との間で主権国家連邦を創設することで合意し、ソ連の国名を「主権国家連邦（Союз Суверенных Государств）」とすることが決まった。
しかし12月1日に、ウクライナ共和国で独立の是非を問う国民投票が実施され、投票者の90.3%が独立を支持した。当初は連邦制維持に賛成していたエリツィンも、5000万の人口を擁しソ連第2位の工業国であるウクライナが加盟しない主権国家連邦に、ロシア・ソビエト社会主義共和国が加入することは利益にならないとして、12月3日にウクライナ独立を承認した。
12月8日のベロヴェーシ合意において、ロシア・ソビエト社会主義共和国、ウクライナ共和国、ベラルーシ共和国はソ連を離脱して、新たに独立国家共同体（CIS）を創設に合意。残るソ連構成国もそれに倣ってCISに加入した。
ゴルバチョフは協定について「3共和国の首脳のみで決定できることではない」と批判し、ソ連最高会議による新連邦条約及びベロヴェーシ合意の審議、臨時人民代議員大会の招集と国民投票の実施を呼びかけた。連邦最高会議の憲法監視委員会も12月11日、「合意は法的に無効である」とする声明を発表した。
しかし翌12日、ロシア・ソビエト社会主義共和国最高会議はこれらの声を無視し、ベロヴェーシ合意を批准する決議を行った。

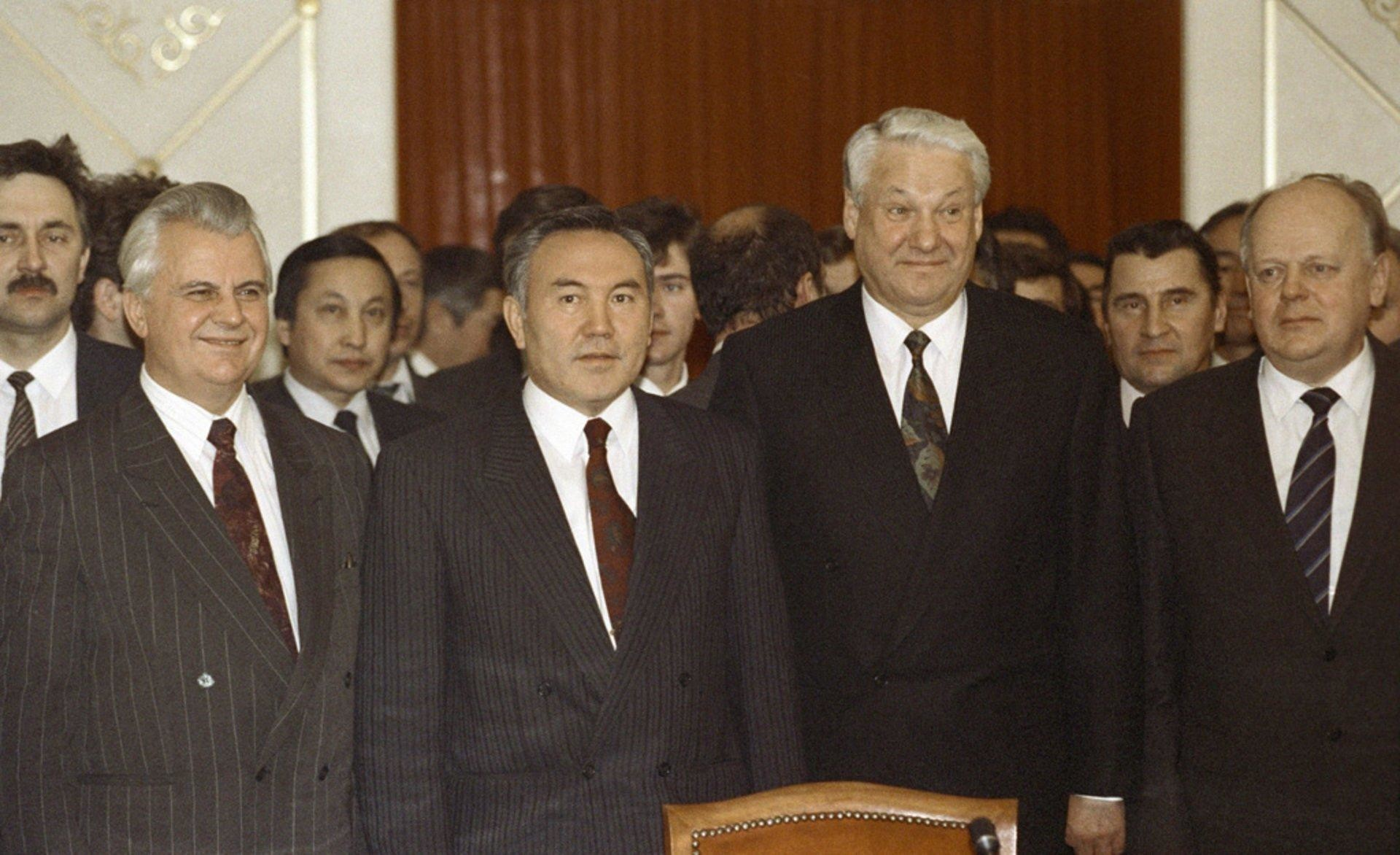
アルマ・アタ宣言の調印式

12月17日、ゴルバチョフは1991年中にソ連政府が活動を停止することを宣言。12月21日、グルジアと既に独立したバルト3国を除く11のソ連構成共和国元首がCIS発足やソ連解体を決議したアルマ・アタ宣言を採択した。
これを受けて12月25日にゴルバチョフはソ連大統領を辞任し、ソ連は崩壊した。同日、ロシア・ソビエト社会主義共和国は正式にソ連から独立し、ロシア・ソビエト社会主義共和国最高会議決議によって「ロシア連邦」へ改称した。

## 経済
ロシア・ソビエトが誕生して間もない時期（1918年〜1921年）、国家の経済活動の出発点となったのは、戦時共産主義のドクトリンであった。1921年3月、第10回ロシア共産党（ボリシェヴィキ）大会において、戦時共産主義政策の任務は完了したと国家指導部によって認められ、ウラジーミル・レーニンの提案により、新経済政策（ネップ）が導入された。
ソビエト連邦の成立後、ロシア・ソビエト連邦社会主義共和国（ロシア・ソビエト）の経済は、ソ連全体の経済の不可分の一部となった。ネップは、すべての構成共和国において継続された。ゴエルロに代わって設置されたロシア・ソビエトの国家一般計画委員会は、ソ連国家計画委員会（ゴスプラン）へと改組された。その初期の任務は、電化計画に基づく全国的な統一経済計画の立案と、この計画の実施に対する総合的な監督であった。
以前のロシア・ソビエトの憲法とは異なり、1978年のロシア・ソビエト憲法では、ロシア・ソビエトの経済体制の記述に一章全体（第2章）を割き、そこでは財産の種類が定義され、国家の経済的課題の目標が示されていた。
ロシア科学アカデミーの通信会員であり、ソ連末期におけるソ連諸共和国およびロシア・ソビエトの経済の相互関係に関する大規模な研究に参加していたススロフ・ヴィクトル・イワノヴィチは「交換経済における非等価性は非常に大きく、ロシアは常に損失を被っていた。ロシアで生産された製品は、他の連邦共和国の消費を大いに支えていた」と指摘している。

## シンボル

### ロシア・ソビエトのシンボル

#### ロシア・ソビエトの国章

ロシア・ソビエトの国章 (1918年—1920年)
ロシア・ソビエトの国章 (1920年—1978年)
ロシア・ソビエトの国章 (1978年—1992年).
ロシア連邦の国章 (1992年—1993年)

1918年の社会主義連邦ソビエト共和国憲法において、ロシア・ソビエトの国章について、初めて「ロシア社会主義連邦ソビエト共和国の国章は、赤い背景の上に、太陽の光の中で交差するように柄を下にして配置された金色の鎌と槌、これを囲む麦の穂の冠、『ロシア社会主義連邦ソビエト共和国』および『万国の労働者よ、団結せよ！』という標語から成る」と規定された。1978年には、この規定に赤い星が追加された。
1992年5月16日、国名の変更に伴い、ロシア・ソビエトを意味する「RSFSR（РСФСР）」の表記は「ロシア連邦（Российская Федерация）」に置き換えられた。このデザインの国章は1993年12月6日まで使用され、ロシア連邦大統領ボリス・エリツィンにより、1993年11月30日付で、現行のロシアの国章を制定する大統領令が発効した。

#### ロシア・ソビエトの国旗

ロシア・ソビエトの国旗 (1918年—1937年[38])
ロシア・ソビエトの商船旗 (1920年—1923年/1924年[38])
ロシア・ソビエトの国旗 (1937年—1954年)
ロシア・ソビエトの国旗 (1954—1991)
1991年八月22日以降のロシア・ソビエトの国旗

### 郵便切手と通貨

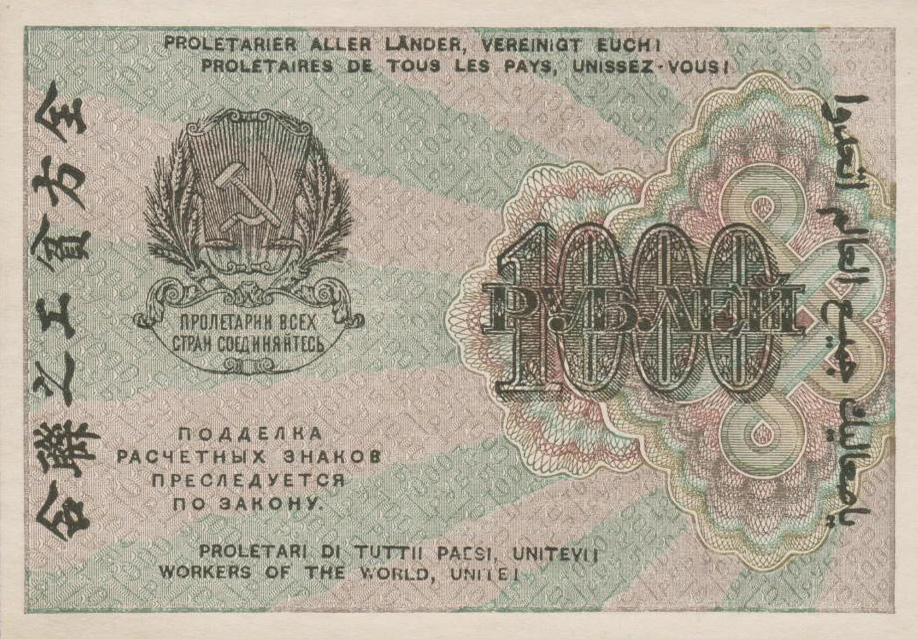
1919年の1000ルーブル紙幣
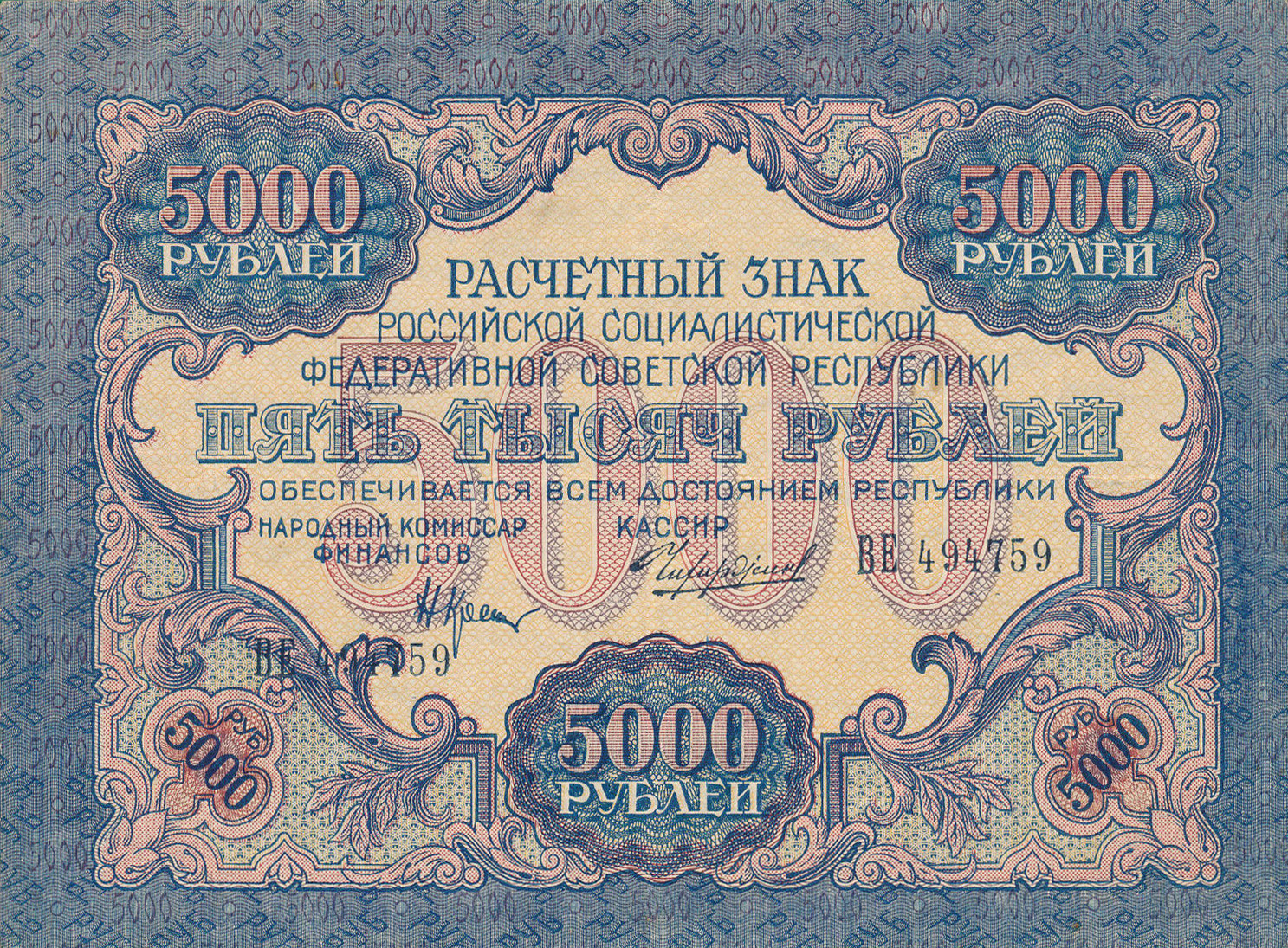
1919年の5000ルーブル紙幣、表面
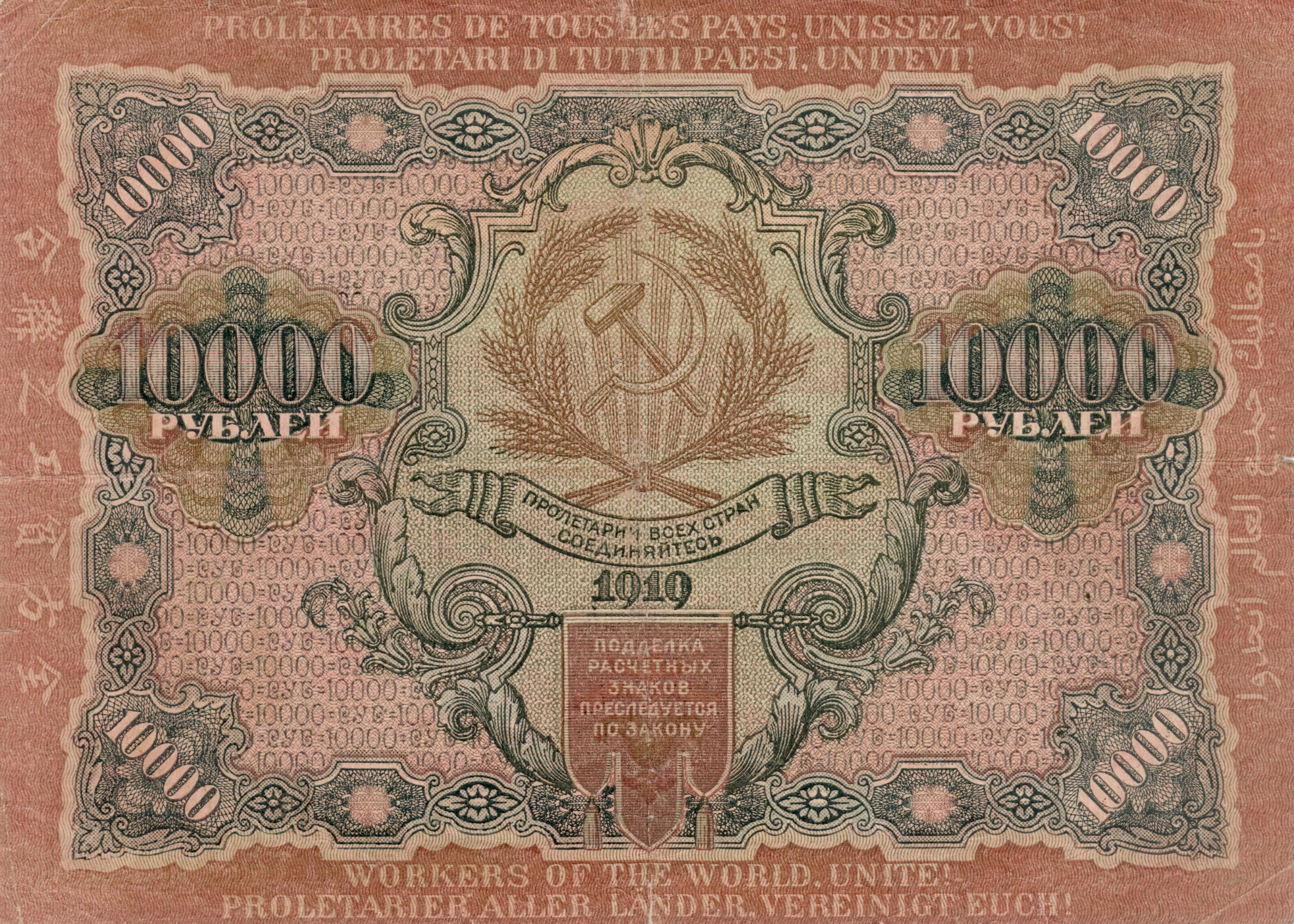
1919年の10000ルーブル紙幣、裏面
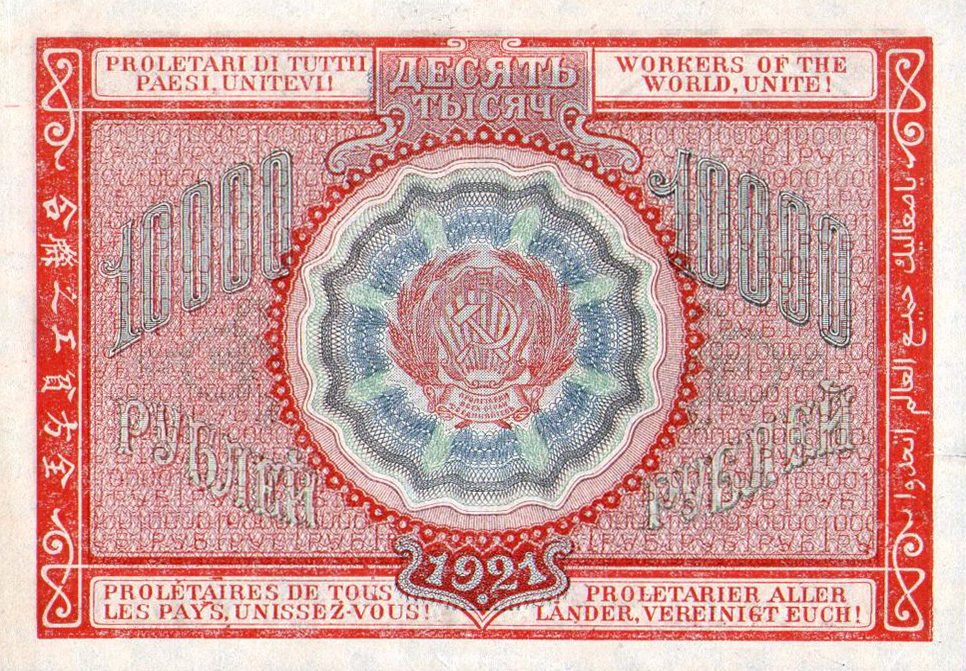
1921年の10,000ルーブル紙幣、裏面
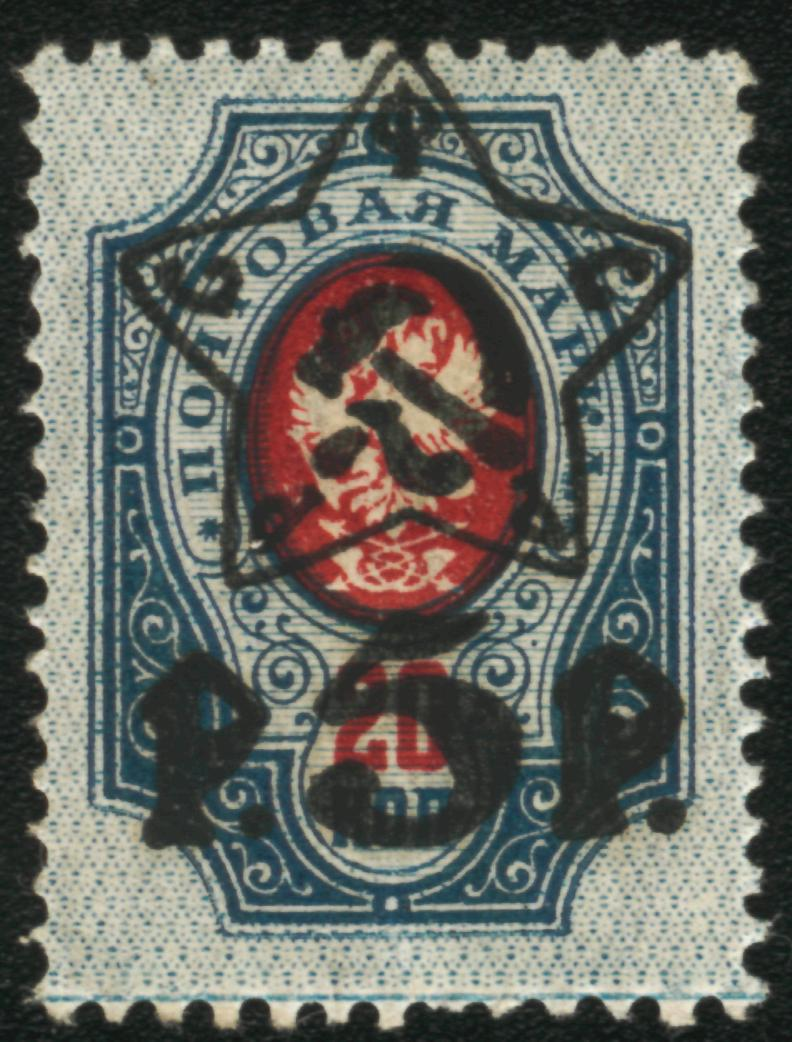
1923年2月の切手
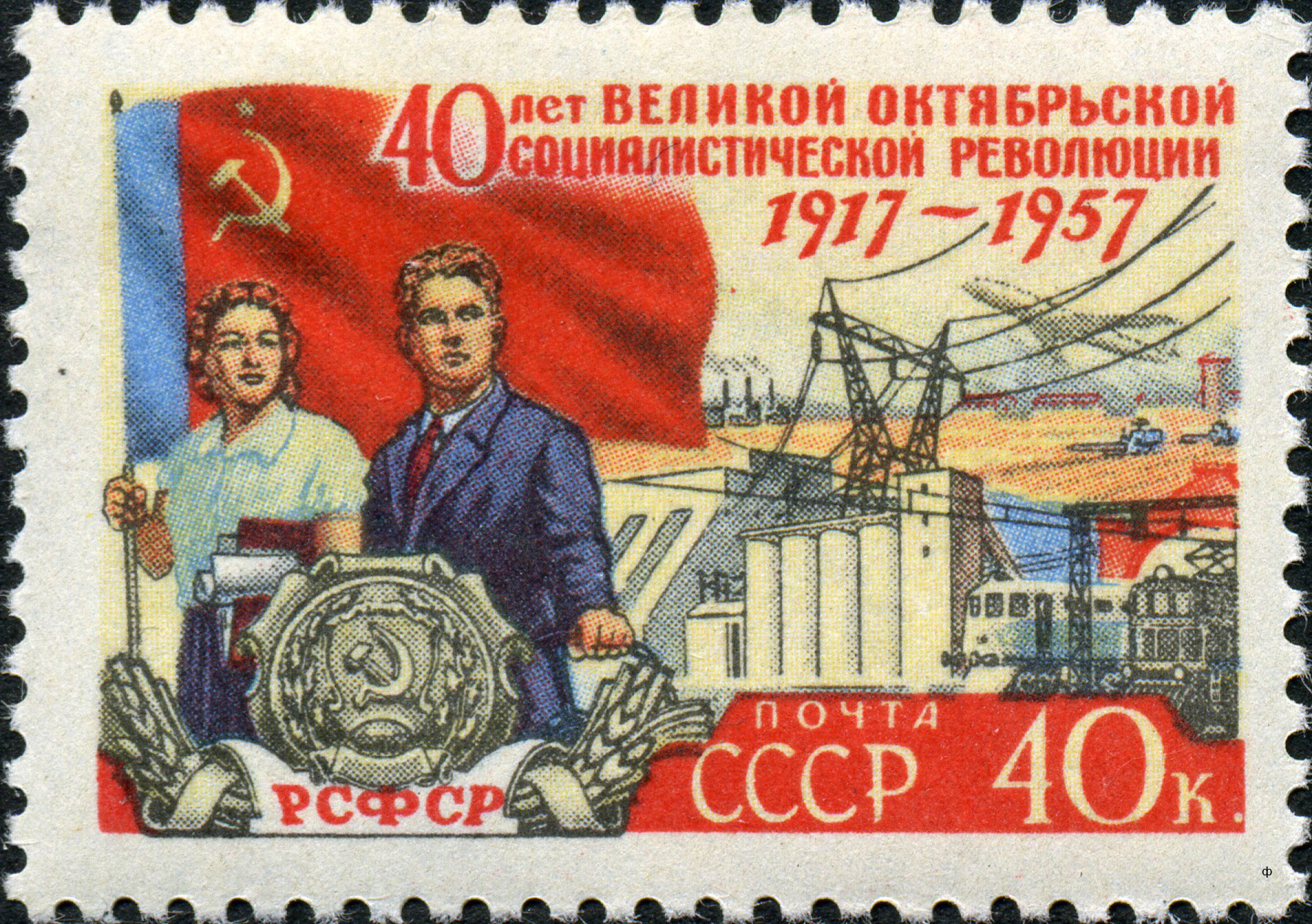
1957年の切手
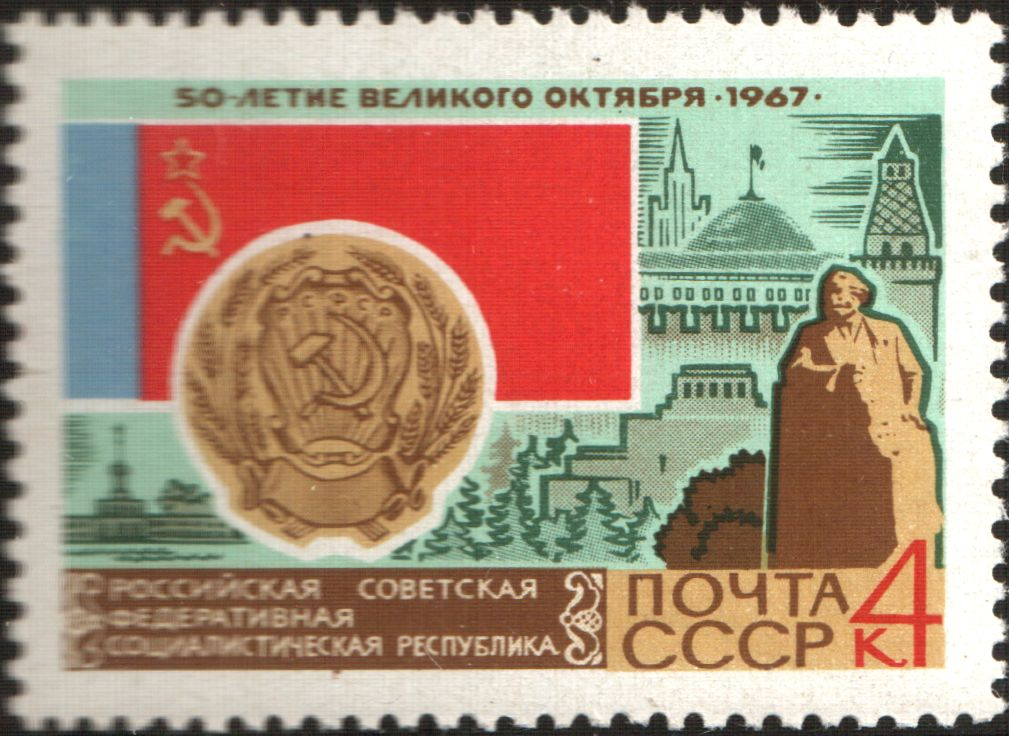
1967年の切手